# Mingmås
Mingmås (Saundersilarus saundersi) är en fåtalig och hotad östasiatisk mås.

## Utseende
Arten är med en längd av cirka 33 centimeter en liten mås. Den har främst vit fjäderdräkt, gråa vingar och ett svart band vid stjärten. Dessutom har näbben en svart färg. Utanför fortplantningstiden är huvudet vitaktig eller fläckig gråaktig. Samtidig har vingarna vita spetsar och på vingpennorna förekommer svarta märken. Under fortplantningstiden ändras huvudets färg till svart.

## Läten
Tärnlika och hårda "kip" hörs, även ett läte som i engelsk litteratur återges "chao".

## Utbredning och systematik
Mingmåsen är en flyttfågel som häckar utmed östra Kinas kuster. Den övervintrar från Sydkorea och södra Japan till norra Vietnam. Den behandlas som monotypisk, det vill säga att den inte delas in i några underarter.

### Släktestillhörighet
Tidigare placerades den i det stora släktet Larus men förs nu oftast till det egna släktet Saundersilarus.

## Ekologi
Mingmåsen flyger vanligen tio meter ovanför våtmarker och söker efter byten. Den jagar under den varma årstiden krabbor och slamkrypare samt under vintern även andra fiskar och maskar. Ibland stjäler måsen bytet från andra fåglar. Simhuden på fötterna är ofullständig och därför undviks havsområden med högvatten.
Arten flyttar under mars till häckningsområdet och bildar där monogama par. Efter parningen lägger honan i maj två eller tre ägg som kläcks efter 21 till 23 dagar. Ungarna får i oktober flygförmåga och de vandrar tillsammans med de adulta djuren till vinterkvarteret.
Mingmåsen besöker ibland träskmarker med sötvatten.

## Status
Med en världspopulation på endast 21.000-22.000 individer är mingmåsen en fåtalig art som dessutom minskar i antal på grund av habitatförstörelse, både i dess häckningsområden och övervintringsområden. Internationella naturvårdsunionen IUCN kategoriserar därför den som sårbar (VU).

## Namn
Fågelns vetenskapliga artnamn hedrar Howard E. Saunders (1835-1907), brittisk bankman och ornitolog.